# De Rance Corporation
La De Rance Corporation fu la maggiore organizzazione di beneficenza della Chiesa Cattolica fino al suo scioglimento nel 1992.
Fondata nel 1946 da Harry G. John, nipote dell'imprenditore e birraio Frederick Miller, il nome fu scelto in onore dell'abate francese Armand Jean le Bouthillier de Rancé (1626-1700), fondatore dell'ordine trappista.
Nello stesso anno, la fondazione diffuse un comunicato stampa di Harry G. John, secondo il quale la maggior parte del patrimonio ereditato dalla Miller Brewing Co. sarebbe stato destinato in attività di beneficenza nell'area di Milwaukee.
Fra il 1983 e il 1984, il valore capitalizzato all'interno dell'ente benefico precipitò da 188 a 83 milioni di dollari, a causa di una serie di spese e investimenti opinabili da parte di Harry John, il quale due anni dopo fu licenziato dal consiglio di amministrazione per colpa grave e per cattiva gestione. 

La moglie di John, Erica, e il dottor Donald Gallagher, due dei tre direttori della fondazione, fecero causa avverso tale decisione.
Alla morte di Harry John morì nel 1992, il consiglio di amministrazione della De Rance approvò una mozione che assegnava 30 milioni di $ 100 totali a disposizione ad attività benefiche particolarmente care al fondatore. I restanti 70 milioni di dollari furono utilizzati per creare una nuova organizzazione di beneficenza, l'Archdiocese of Milwaukee Supporting Fund, che nel 2009 fu ribattezzato Erica P. John Fund. 

Il fondo e la Halliburton Co.furono i protagonisti di una causa legale finita davanti alla Corte Suprema a giugno del 2011.